# Elaine Taylor (actrice)
Pour les articles homonymes, voir Taylor.
Elaine Taylor, née le 17 octobre 1943 à Hemel Hempstead, (Hertfordshire, Royaume-Uni), est une actrice britannique.

## Biographie
Encouragée par sa mère, Frances, elle prend des cours de danse pendant son enfance. Elle étudie ensuite à l'Italia Conti Academy of Theatre Arts et rejoint le London Festival Ballet.
Taylor a été une Bond girl (avec, entre autres, Jacqueline Bisset, Barbara Bouchet et Alexandra Bastedo) dans le rôle de Peg dans Casino Royale (1967) et elle a joué aux côtés Tommy Steele dans le film Trois Sous de bonheur ainsi que dans la pièce de théâtre homonyme. Elle a joué le rôle de la « mod » Victoria Ponsonby dans le film comique Diamonds for Breakfast (1968), considéré par le critique Leslie Halliwell comme une « comédie ennuyeuse agrémentée de sexe et de burlesque », qui mettait également en vedette Marcello Mastroianni, dans son premier film en langue anglaise, et Rita Tushingham. À la même époque, Taylor incarne Shirley Blair, la fiancée enceinte de Tom Taggart (Christian Roberts), dans l'adaptation par la Hammer de la pièce de Bill MacIlwraith The Anniversary (1968), une comédie noire « très camp » avec Bette Davis et Sheila Hancock. Après avoir joué le rôle de Cloris dans le film Mesdames, planquez vos filles ! (1969), Taylor est apparue dans deux autres films, Le Défi de Michael Winner et la comédie All the Way Up de Warren Mitchell (tous deux en 1970).
Sur le plateau de Mesdames, planquez vos filles ! à Kilkenny en Irlande, Taylor fait la rencontre de Christopher Plummer. Taylor accepta de revoir Plummer à Londres à condition qu'il réduise sa consommation d'alcool et ils se marient à Montréal le 2 octobre 1970. Ils sont restés mariés pendant plus de 50 ans, jusqu'à la mort de Plummer en février 2021.

## Filmographie

### Actrice de cinéma
- 1967 : Casino Royale de Val Guest, Kenneth Hughes, John Huston, Joseph McGrath et Robert Parrish
- 1967 : Trois Sous de bonheur (Half a Sixpence) de George Sidney
- 1968 : The Anniversary de Roy Ward Baker
- 1968 : Diamonds for Breakfast de Christopher Morahan
- 1969 : Mesdames, planquez vos filles ! (Lock Up Your Daughters!) de Peter Coe (en)
- 1970 : Le Défi (The Game) de Michael Winner
- 1970 : All the Way Up (en) de James MacTaggart (en)

### Actrice de télévision
- 1965 : The Benny Hill Show (série télévisée, 1 épisode)
- 1967 : The Old Campaigner (série télévisée, 1 épisode)
- 1968 : Mr. Rose (série télévisée, 1 épisode)
- 1969 : Spezialauftrag (série télévisée, 1 épisode)
- 1971 : ITV Saturday Night Theatre (série télévisée, 1 épisode)
- 1971 : Stage 2 (série télévisée, 1 épisode)
- 1972 : Jason King (série télévisée, 1 épisode)
- 1972 : The Organization (série télévisée, 7 épisodes)
- 1972 : BBC Play of the Month (série télévisée, 1 épisode)
- 1974 : Dr. Watson and the Darkwater Hall Mystery (téléfilm)
- 1986 : Adam: His Song Continues (téléfilm)
- 1986 : The George McKenna Story (téléfilm)
- 1988 : Sharing Richard (téléfilm)
- 1992 : Till Death Us Do Part (téléfilm)